# Sveža jajca
Sveža jajca je tretji studijski album slovenske glasbene skupine Leteči potepuhi, izdan pri založbi KifKif Records leta 2000.
Skupino je po izidu albuma Ljubezen na prvi pogled zapustil vokalist Klemen Tičar. Po neuspešnih avdicijah za novega vokalista je to vlogo prevzel Dejan Došlo. Skupina je po izidu albuma Čista jajca še približno eno leto nastopala v živo, nato pa razpadla.
Z albuma sta izšla dva singla, "Jedrt" in "Kurja lojtra", na radiih pa je bila predvajana tudi pesem "ZZ Top", ki je posvečena Zlatku Zahoviću.

## Seznam pesmi
Vse pesmi je napisala skupina Leteči potepuhi.
| Št. | Naslov                   | Dolžina |
| --- | ------------------------ | ------- |
| 1.  | „Kurja lojtra‟           | 2:59    |
| 2.  | „O čem bi zdaj pel?‟     | 3:24    |
| 3.  | „Jedrt‟                  | 2:32    |
| 4.  | „Pijva ga!‟              | 3:11    |
| 5.  | „Pleh kape sem‟          | 3:46    |
| 6.  | „Balada‟                 | 3:41    |
| 7.  | „ZZ Top‟                 | 4:03    |
| 8.  | „Pomladno nebo‟          | 4:21    |
| 9.  | „Prijatelj‟              | 3:41    |
| 10. | „eMpTyV‟                 | 0:58    |
| 11. | „(Oh, ta) Presnet komad‟ | 5:20    |

## Zasedba
Leteči potepuhi
- Dejan Došlo — vokal, kitara
- Jožef Sečnik — bas kitara
- Andrej Križanič — bobni
- Aleš Čadež — klaviature

Ostali
- Bojan Cvetrežnik — violina
- Davor Klarič — klaviature
- Zdenko Cotič — orglice
- Boštjan Gombač — klarinet
- Drago Ivanuša — harmonika
- Žarko Živkovič — kitara
- Roman Ratej — bobni
- Gašper Bertoncelj — bobni
- Blaž Grm — bobni